# São José dos Basílios
São José dos Basílios este un oraș în unitatea federativă Maranhão (MA), Brazilia.